# Dániában történt légi közlekedési balesetek listája
A Dániában történt légi közlekedési balesetek listája mind a halálos áldozattal járó, mind pedig a kisebb balesetek, meghibásodások miatt történt, gyakran csak az adott légiforgalmi járművet érintő baleseteket is tartalmazza évenkénti bontásban.

## Dániában történt légi közlekedési balesetek

### 1944
- 1944. október 10., Birkelse repülőtér közelében. Hans Wunderlich pilóta gépe, egy Messerschmitt Bf 109-es típusú vadászgép egy mocsaras területre zuhant.[1][2]

### 1989
- 1989. szeptember 8., Hirtshalstól 18 km-re északra. A Partair légitársaság 394-es járata, egy Convair CV-580-as típusú repülőgép a gép rossz műszaki állapota, meghibásodása és az irányítás elvesztése miatt lezuhant. A gépen tartózkodó 50 utas és 5 fő személyzet minden tagja életét vesztette a tragédiában.[3][4]